# 1112
Năm 1112 trong lịch Julius.